# 47e cérémonie des Filmfare Awards
La 47e cérémonie des Filmfare Awards s'est déroulée le 16 février 2002 à Bombay en Inde.

## Palmarès

### Récompenses populaires
| Catégorie                                     | Lauréat |
| --------------------------------------------- | --- |
| Meilleur film                                 | Lagaan - réalisé par Ashutosh Gowariker - produit par Aamir Khan - avec Aamir Khan, Gracy Singh et Rachel Shelley |
| Meilleur réalisateur                          | Ashutosh Gowariker (Lagaan)                                                                                       |
| Meilleur acteur                               | Aamir Khan (Lagaan)                                                                                               |
| Meilleure actrice                             | Kajol (La Famille indienne)                                                                                       |
| Meilleur acteur dans un second rôle           | Akshaye Khanna (Dil Chahta Hai)                                                                                   |
| Meilleure actrice dans un second rôle         | Jaya Bachchan (La Famille indienne)                                                                               |
| Meilleure performance dans un rôle comique    | Saif Ali Khan (Dil Chahta Hai)                                                                                    |
| Meilleure performance dans un rôle de méchant | Akshay Kumar (Ajnabee)                                                                                            |
| Meilleur espoir masculin                      | Tusshar Kapoor |
| Meilleur espoir féminin                       | Bipasha Basu |
| Meilleur compositeur                          | A.R. Rahman (Lagaan)                                                                                              |
| Meilleur parolier                             | Javed Akhtar, pour la chanson « Mitwa » (Lagaan)                                                                  |
| Meilleur chanteur de play-back                | Udit Narayan, pour la chanson "Mitwa" (Lagaan)                                                                    |
| Meilleure chanteuse de play-back              | Alka Yagnik, pour la chanson "O Rey Chhori" (Lagaan)                                                              |

### Récompenses spéciales
- Filmfare d'honneur pour l'ensemble d'une carrière : Sampooran Singh Gulzar et Asha Parekh
- Filmfare spécial : Raveena Tandon (Aks) et Amisha Patel (Gadar : Ek Prem Katha)
- Scène de l'année : La Famille indienne
- Nouveau talent musical (récompense « RD Burman ») : Shankar Mahadevan, Ehsaan Noorani et Loy Mendonsa (Dil Chahta Hai)

### Récompenses des critiques
| Catégorie         | Lauréat                         |
| ----------------- | ------------------------------- |
| Meilleur film     | Dil Chahta Hai de Farhan Akhtar |
| Meilleur acteur   | Amitabh Bachchan (Aks)          |
| Meilleure actrice | Karisma Kapoor (Zubeidaa)       |

### Récompenses techniques
| Catégorie                          | Lauréat                              |
| ---------------------------------- | ------------------------------------ |
| Meilleure histoire                 | Ashutosh Gowariker (Lagaan)          |
| Meilleur scénario                  | Farhan Akhtar (Dil Chahta Hai)       |
| Meilleurs dialogues                | Karan Johar (La Famille indienne)    |
| Meilleure photographie             | Santosh Sivan (Asoka)                |
| Meilleure direction artistique     | Sharmishta Roy (La Famille indienne) |
| Meilleure chorégraphie             | Farah Khan (Dil Chahta Hai)          |
| Meilleur son                       | Rakesh Ranjan (Aks)                  |
| Meilleur montage                   | A. Sreekar Prasad (Dil Chahta Hai)   |
| Meilleures cascades                | Tinnu Verma (Gadar : Ek Prem Katha)  |
| Meilleure musique d'accompagnement | Ranjit Barot (Aks)                   |

## Les nominations
- Meilleur film : Asoka de Santosh Sivan ~ Dil Chahta Hai de Farhan Akhtar ~ Gadar : Ek Prem Katha de Anil Sharma ~ Kabhi Khushi Kabhie Gham... de Karan Johar ~ Lagaan: Once Upon a Time in India de Ashutosh Gowariker
- Meilleur réalisateur : Santosh Sivan (Asoka) ~ Farhan Akhtar (Dil Chahta Hai) ~ Anil Sharma (Gadar : Ek Prem Katha) ~ Karan Johar (Kabhi Khushi Kabhie Gham...) ~ Ashutosh Gowariker (Lagaan: Once Upon a Time in India)
- Meilleur acteur : Amitabh Bachchan (Aks) ~ Aamir Khan (Dil Chahta Hai) ~ Sunny Deol (Gadar : Ek Prem Katha) ~ Shahrukh Khan (Kabhi Khushi Kabhie Gham...) ~ Aamir Khan (Lagaan: Once Upon a Time in India)
- Meilleure actrice : Kareena Kapoor (Asoka) ~ Tabu (Chandni Bar) ~ Amisha Patel (Gadar : Ek Prem Katha) ~ Kajol (Kabhi Khushi Kabhie Gham...) ~ Karisma Kapoor (Zubeidaa)
- Meilleur acteur dans un second rôle : Akshaye Khanna (Dil Chahta Hai) ~ Amitabh Bachchan (Kabhi Khushi Kabhie Gham...) ~ Hrithik Roshan (Kabhi Khushi Kabhie Gham...) ~ Ajay Devgan (Lajja) ~ Jackie Shroff (Yaadein...)
- Meilleure actrice dans un second rôle : Preity Zinta (Chori Chori Chupke Chupke) ~ Jaya Bachchan (Kabhi Khushi Kabhie Gham...) ~ Kareena Kapoor (Kabhi Khushi Kabhie Gham...) ~ Madhuri Dixit (Lajja) ~ Rekha (Lajja)
- Meilleure performance dans un rôle comique : Johnny Lever (Ajnabee) ~ Saif Ali Khan (Dil Chahta Hai) ~ Govinda (Jodi No.1) ~ Govinda (Kyo Kii ... Main Jhuth Nahin Bolta) ~ Paresh Rawal (Yeh Teraa Ghar Yeh Meraa Ghar)
- Meilleure performance dans un rôle de méchant : Akshay Kumar (Ajnabee) ~ Manoj Bajpai (Aks) ~ Amrish Puri (Gadar : Ek Prem Katha) ~ Aftab Shivdasani (en) (Kasoor) ~ Urmila Matondkar (Pyaar Tune Kya Kiya)
- Meilleur compositeur : Shankar Mahadevan, Ehsaan Noorani et Loy Mendonsa (Dil Chahta Hai) ~ Uttam Singh (Gadar : Ek Prem Katha) ~ Jatin Pandit et Lalit Pandit (Kabhi Khushi Kabhie Gham...) ~ A.R. Rahman (Lagaan: Once Upon a Time in India) ~ Anu Malik (Mujhe Kucch Kehna Hai)
- Meilleur parolier : Anand Bakshi pour « Udja Kale Kawan » (Gadar : Ek Prem Katha) ~ Anil Pandey pour « Suraj Hua Maddham » (Kabhi Khushi Kabhie Gham...) ~ Sameer pour « Kabhi Khushi Kabhie Gham... » (Kabhi Khushi Kabhie Gham...) ~ Javed Akhtar pour « Mitwa » (Lagaan: Once Upon a Time in India) ~ Javed Akhtar pour « Radha Kaise Na Jale » (Lagaan: Once Upon a Time in India)
- Meilleur chanteur de play-back : Adnan Sami pour « Mehbooba Mehbooba » (Ajnabee) ~ Shaan pour « Koi Kahe Kehta Rahe » (Dil Chahta Hai) ~ Udit Narayan pour « Udja Kale Kawan » (Gadar : Ek Prem Katha) ~ Sonu Nigam pour « Suraj Hua Maddham » (Kabhi Khushi Kabhie Gham...) ~ Udit Narayan pour « Mitwa » (Lagaan: Once Upon a Time in India)
- Meilleure chanteuse de play-back : Vasundhara Das pour « Rabba Rabba » (Aks) ~ Alka Yagnik pour « San Sanana » (Asoka) ~ Alka Yagnik pour « Jaane Kyon » (Dil Chahta Hai) ~ Alka Yagnik pour « O Re Chhori » (Lagaan: Once Upon a Time in India) ~ Kavita Krishnamurthy pour « Dheeme Dheeme » (Zubeidaa)